# 東京都道・埼玉県道25号飯田橋石神井新座線

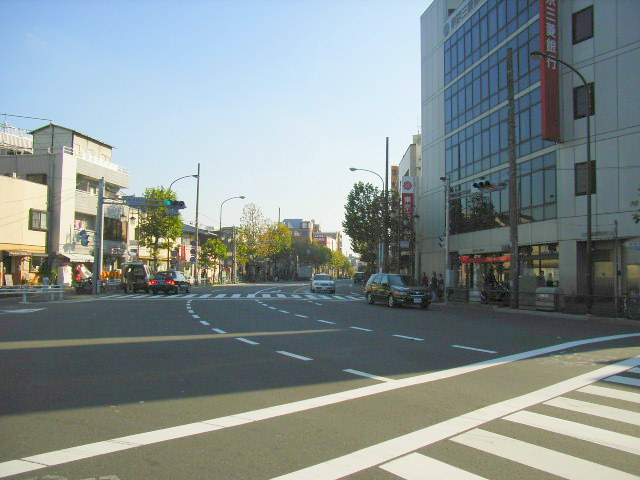
西早稲田交差点付近（東京都新宿区：2004年12月撮影）

東京都道・埼玉県道25号飯田橋石神井新座線（とうきょうとどう・さいたまけんどう25ごう いいだばししゃくじいにいざせん）は、東京都新宿区から同練馬区を経由して埼玉県新座市に至る主要地方道である。

## 概要

### 路線データ
埼玉県法規集に基づく起終点および経過地は次のとおり。
- 起点：東京都新宿区（飯田橋交差点＝東京都道8号千代田練馬田無線・東京都道405号外濠環状線交点）
- 終点：埼玉県新座市（栗原交差点＝東京都道・埼玉県道24号練馬所沢線（重複:東京都道・埼玉県道234号前沢保谷線）・東京都道・埼玉県道36号保谷志木線交点）
- 重要な経過地：東京都練馬区

## 歴史
- 1965年（昭和40年）4月1日
埼玉県が主要地方道として県道飯田橋石神井新座線を認定[1]。

- 2023年（令和5年）11月18日
新宿区大久保三丁目～同区高田馬場四丁目までの区間が開通[2]。

## 路線状況

### 通称

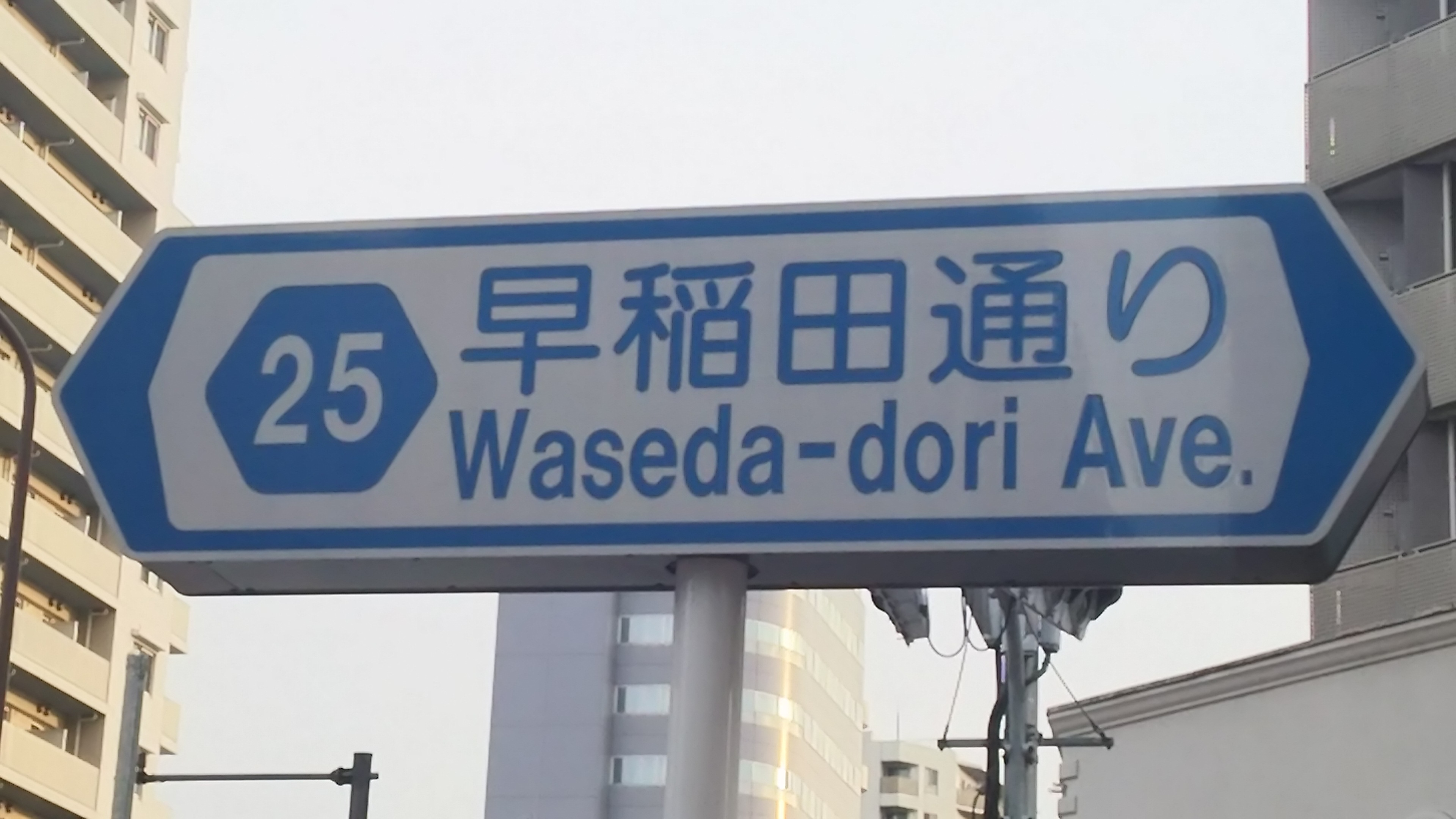
早稲田通り

- 大久保通り：飯田橋交差点（起点） - 神楽坂上交差点
- 早稲田通り：神楽坂上交差点 - 本天沼二丁目交差点 早稲田駅前交差点から西早稲田交差点までの区間は環状4号線に属している。西早稲田交差点から新目白通り交点までの支線も同様。
- 旧早稲田通り：本天沼二丁目交差点 - 東京都道8号千代田練馬田無線（富士街道）交点
- 片山県道：東京都西東京市・埼玉県新座市境 - 栗原交差点（終点）
- 諏訪通り：馬場下町交差点 - （支線） - JR山手線交差部先

### 支線
- 新隆慶橋西詰（目白通り交点・東京都道434号牛込小石川線起点） - 筑土八幡交差点（放射25号線）

- 馬場下町交差点 - JR山手線交差部先（諏訪通り）
- 西早稲田交差点 - 新目白通り（環状4号線）
- 中野区大和町1丁目 - 大和町4丁目（大和町中央通り=補助第227号線）[3][4]

### 重複区間
- 東京都道・埼玉県道234号前沢保谷線：東京都西東京市下保谷（交差点名称無し） - 埼玉県新座市栗原（栗原交差点）
- 東京都道・埼玉県道36号保谷志木線：東京都西東京市栄町（交差点名称無し） - 埼玉県新座市栗原（栗原交差点）

### 都市計画路線名
- 補助74号線（都56・都57）：中野区。延長距離は都56は300 m、都57は1000 m。
- 保谷秋津線：西東京市区間。保谷秋津線自体は途中都道25号本線と逸れ、補助156号線を経て大泉街道に接続される計画である。

### 交通データ
2010年（平成22年）度時点での、飯田橋石神井新座線の各観測地点での交通データについてはそれぞれ以下の通りである。

東京都内
| 観測地点            |                                 |                                 |          |          |          |         |        |        |
| 観測地点            | 自動車類大型車台数 （上下合計） | 自動車類小型車台数 （上下合計） | 二輪車類 | 自転車類 | 歩行者類 | 車道部  | 歩道部 | 車線数 |
| ------------------- | ------------------------------- | ------------------------------- | -------- | -------- | -------- | ------- | ------ | ------ |
| 中野区東中野5-23-15 | 1,847台                         | 12,570台                        | -        | 2,684台  | 4,737人  | 10.50 m | 3.00 m | 2      |
| 杉並区阿佐谷北5-46  | 1,514台                         | 10,220台                        | 593台    | 1,693台  | 597人    | 13.00 m | 2.30 m | 2      |
| 杉並区井草1-18      | 420台                           | 2,934台                         | 286台    | 1,074台  | 1,855人  | 6.50 m  | 1.50 m | 2      |

（交通量についてはいずれも12h計）

### 道路施設

#### 橋梁
- 小滝橋（神田川）：東京都新宿区
- 松下橋（妙正寺川）：東京都杉並区
- 豊島橋（石神井川）：東京都練馬区

### 将来の計画など
- 緊急輸送道路として、当道の内、大久保通りと早稲田通りの全区間において第二次緊急輸送道路に分類されている[6]。

### 状況
神楽坂付近と練馬区、西東京市に狭隘区間や一方通行区間が存在する。また、保谷駅では道路が分断されている。

## 地理

### 通過する自治体
- 東京都
新宿区 - 中野区 - 杉並区 - 練馬区 - 西東京市
- 埼玉県
新座市

### 交差する道路
| 接続する道路                                                                | 接続する道路                                                                | 交差点名       | 所在地 | 所在地             |
| --------------------------------------------------------------------------- | --------------------------------------------------------------------------- | -------------- | ------ | ------------------ |
| 東京都道8号千代田練馬田無線（目白通り） 東京都道405号外濠環状線（外堀通り） | 東京都道8号千代田練馬田無線（目白通り） 東京都道405号外濠環状線（外堀通り） | 飯田橋         | 東京都 | 新宿区             |
| 支線（放射25号線）                                                          | -                                                                           | 筑土八幡       | 東京都 | 新宿区             |
| 本線                                                                        | （早稲田通り / 神楽坂通り）                                                 | 神楽坂上       | 東京都 | 新宿区             |
| 東京都道433号神楽坂高円寺線（大久保通り）                                   |                                                                             | 神楽坂上       | 東京都 | 新宿区             |
| 東京都道319号環状三号線（外苑東通り）                                       | 東京都道319号環状三号線（外苑東通り）                                       | 弁天町         | 東京都 | 新宿区             |
|                                                                             | （環状4号線 / 夏目坂通り）                                                  | 早稲田駅前     | 東京都 | 新宿区             |
|                                                                             | 支線（諏訪通り）                                                            | 馬場下町       | 東京都 | 新宿区             |
| 支線（環状4号線）                                                           |                                                                             | 西早稲田       | 東京都 | 新宿区             |
| 東京都道305号芝新宿王子線（明治通り）                                       | 東京都道305号芝新宿王子線（明治通り）                                       | 馬場口         | 東京都 | 新宿区             |
|                                                                             | （諏訪通り） （小滝橋通り）                                                 | 小滝橋         | 東京都 | 新宿区             |
| 東京都道317号環状六号線（山手通り）                                         | 東京都道317号環状六号線（山手通り）                                         | 上落合2丁目    | 東京都 | 中野区             |
| 東京都道420号鮫洲大山線（中野通り）                                         | 東京都道420号鮫洲大山線（中野通り）                                         | 新井           | 東京都 | 中野区             |
| 東京都道318号環状七号線（環七通り）                                         | 東京都道318号環状七号線（環七通り）                                         | 大和陸橋       | 東京都 | 中野区             |
| 支線                                                                        |                                                                             |                | 東京都 | 中野区             |
| 東京都道427号瀬田貫井線（中杉通り）                                         | 東京都道427号瀬田貫井線（中杉通り）                                         | 阿佐谷北6丁目  | 東京都 | 杉並区             |
| 本線                                                                        |                                                                             | 本天沼2丁目    | 東京都 | 杉並区             |
| 東京都道438号向井町新町線（早稲田通り）                                     |                                                                             | 本天沼2丁目    | 東京都 | 杉並区             |
| 東京都道440号落合井草線（新青梅街道）                                       |                                                                             |                | 東京都 | 杉並区             |
| 東京都道439号椎名町上石神井線（千川通り）                                   | 東京都道439号椎名町上石神井線（千川通り）                                   | 八成橋         | 東京都 | 杉並区             |
| 東京都道311号環状八号線（環八通り）                                         | 東京都道311号環状八号線（環八通り）                                         |                | 東京都 | 練馬区             |
| 東京都道444号下石神井大泉線（井草通り）                                     | 東京都道444号下石神井大泉線（井草通り）                                     | 石神井小学校前 | 東京都 | 練馬区             |
| 東京都道8号千代田練馬田無線（富士街道）                                     |                                                                             |                | 東京都 | 練馬区             |
| 東京都道233号東大泉田無線（保谷新道）                                       | 東京都道233号東大泉田無線（保谷新道）                                       |                | 東京都 | 練馬区 西東京市 境 |
| （西武池袋線保谷駅によって分断）                                            |                                                                             |                | 東京都 | 練馬区 西東京市 境 |
| 本線                                                                        |                                                                             |                | 東京都 | 練馬区 西東京市 境 |
| 東京都道234号前沢保谷線支線（調布保谷線 / 伏見通り）                        | 東京都道234号前沢保谷線支線（調布保谷線 / 伏見通り）                        | 下保谷二丁目   | 東京都 | 西東京市           |
|                                                                             | 東京都道234号前沢保谷線                                                     |                | 東京都 | 西東京市           |
| 東京都道36号保谷志木線                                                      |                                                                             |                | 東京都 | 西東京市           |
| 埼玉県道24号練馬所沢線                                                      | 埼玉県道24号練馬所沢線                                                      | 栗原           | 埼玉県 | 新座市             |
| 埼玉県道36号保谷志木線（片山県道）志木方面                                  |                                                                             |                |        |                    |

### 交差する鉄道路線
- JR山手線：高田馬場駅付近（本線：早稲田通り）・新大久保 - 高田馬場間（支線：諏訪通り） ※アンダーパス
- 西武新宿線：高田馬場駅付近（本線：早稲田通り）・西武新宿 - 高田馬場間（支線：諏訪通り） ※アンダーパス、下井草駅付近 ※踏切
- 西武池袋線：保谷駅

東京メトロ東西線が飯田橋駅 - 中野駅間でこの道路の地下を通る、または並行している。

### 沿線

#### 本線
| 施設                                           | 所在地 | 所在地   |
| ---------------------------------------------- | ------ | -------- |
| 飯田橋駅                                       | 東京都 | 新宿区   |
| 地域医療機能推進機構東京新宿メディカルセンター | 東京都 | 新宿区   |
| 筑土八幡神社                                   | 東京都 | 新宿区   |
| 牛込消防署                                     | 東京都 | 新宿区   |
| 神楽坂駅                                       | 東京都 | 新宿区   |
| 早稲田駅                                       | 東京都 | 新宿区   |
| 穴八幡宮                                       | 東京都 | 新宿区   |
| 学習院大学                                     | 東京都 | 新宿区   |
| 早稲田大学（早稲田キャンパス・戸山キャンパス） | 東京都 | 新宿区   |
| 早稲田高等学校                                 | 東京都 | 新宿区   |
| 早稲田松竹                                     | 東京都 | 新宿区   |
| 高田馬場駅                                     | 東京都 | 新宿区   |
| 東京富士大学                                   | 東京都 | 新宿区   |
| 落合中央公園                                   | 東京都 | 新宿区   |
| 落合駅                                         | 東京都 | 新宿区   |
| 都営バス小滝橋営業所                           | 東京都 | 中野区   |
| 関東バス本社                                   | 東京都 | 中野区   |
| 落合郵便局                                     | 東京都 | 中野区   |
| 東中野駅                                       | 東京都 | 中野区   |
| 明治大学付属中野中学校・高等学校               | 東京都 | 中野区   |
| 大妻中野中学校・高等学校                       | 東京都 | 中野区   |
| 中野ブロードウェイ                             | 東京都 | 中野区   |
| 中野駅                                         | 東京都 | 中野区   |
| 中野区役所                                     | 東京都 | 中野区   |
| 中野サンプラザ                                 | 東京都 | 中野区   |
| 中野四季の都市                                 | 東京都 | 中野区   |
| 東京警察病院                                   | 東京都 | 中野区   |
| 早稲田大学 中野キャンパス                      | 東京都 | 中野区   |
| 帝京平成大学 中野キャンパス                    | 東京都 | 中野区   |
| 明治大学 中野キャンパス                        | 東京都 | 中野区   |
| 野方警察署                                     | 東京都 | 中野区   |
| 高円寺駅                                       | 東京都 | 中野区   |
| 杉並区立杉森中学校                             | 東京都 | 杉並区   |
| 杉並区立杉並第九小学校                         | 東京都 | 杉並区   |
| 関東バス阿佐谷営業所                           | 東京都 | 杉並区   |
| 下井草南郵便局                                 | 東京都 | 杉並区   |
| 杉並下井草郵便局                               | 東京都 | 杉並区   |
| 下井草駅                                       | 東京都 | 杉並区   |
| 杉並区立八成小学校                             | 東京都 | 杉並区   |
| 石神井公園                                     | 東京都 | 練馬区   |
| 練馬区立石神井小学校                           | 東京都 | 練馬区   |
| 西武バス上石神井営業所                         | 東京都 | 練馬区   |
| 練馬区立大泉第二小学校                         | 東京都 | 練馬区   |
| 石神井警察署南大泉交番                         | 東京都 | 練馬区   |
| 保谷駅（練馬区、西東京市境）                   | 東京都 | 練馬区   |
| 保谷駅（練馬区、西東京市境）                   | 東京都 | 西東京市 |
| 西東京市立栄小学校                             | 東京都 | 西東京市 |
| 新座栗原郵便局                                 | 埼玉県 | 新座市   |
| 栗原公民館・栗原出張所                         | 埼玉県 | 新座市   |
| 新座警察署栗原交番                             | 埼玉県 | 新座市   |
| 新座市立栗原小学校                             | 埼玉県 | 新座市   |

#### 支線
| 施設                                        | 所在地 | 所在地 |
| ------------------------------------------- | ------ | ------ |
| 早稲田大学 早稲田キャンパス・戸山キャンパス | 東京都 | 新宿区 |
| 学習院女子大学                              | 東京都 | 新宿区 |
| 学習院女子中・高等科                        | 東京都 | 新宿区 |
| 新宿区立西早稲田中学校                      | 東京都 | 新宿区 |
| 戸山公園                                    | 東京都 | 新宿区 |
| 早稲田大学理工学部                          | 東京都 | 新宿区 |
| 保善高等学校                                | 東京都 | 新宿区 |